# FJR710 (エンジン)

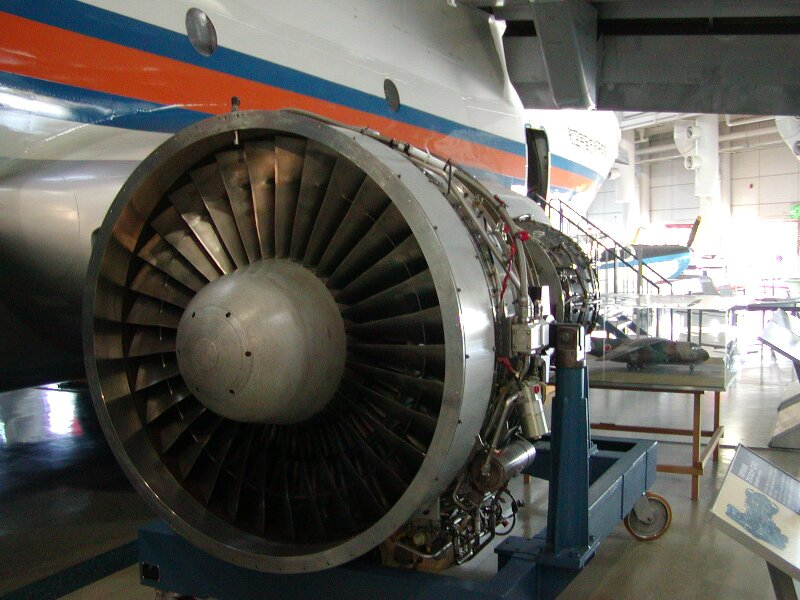
岐阜かかみがはら航空宇宙博物館に展示されているFJR710

FJR710は、日本で研究開発された高性能ターボファンエンジンである。
1971年（昭和46年）から2期、計10ヶ年以上をかけて、通商産業省（現・経済産業省）工業技術院の大型プロジェクト制度の基に研究開発され、推力 (Thrust) 5,000重量キログラム（kgf）、燃料消費率（SFC）0.34、バイパス比6を目指した。
その成果はV2500エンジンなどに生かされている。

## 第一期
1971年（昭和46年）度-1975年（昭和50年）度、総開発費67億円。
通産省工業技術院、科学技術庁航空宇宙技術研究所（NAL）および民間3社（石川島播磨重工業、三菱重工業、川崎重工業）から技術者が派遣され設立された「FJRデザインセンタ」と、東京大学等の学界の研究開発能力を結集し、本プロジェクトは行われた。第一期では推力5,000 kgf クラスのターボファンエンジンの「試作」に重点が置かれ、第1次/第2次それぞれで"FJR710/10"（推力4,500 kgf）および"FJR 710/20"（推力5,000 kgf）各3機が試作された。これらが性能試験、耐久試験、耐環境試験に供された。

## 第二期
1976年（昭和51年）度-1981年（昭和56年）度（一部57年に繰越）、総開発費185億円（当初、その後減額されて130億円）。
「FJRデザインセンタ」は鉱工業技術研究組合法に基づき「航空機用ジェットエンジン技術研究組合」に名称変更された。第一期の成果をふまえて更に実用エンジンに近づけるため、FJR710/600 が3基設計製作（初号機完成が1978年度末）され、耐空性審査要領に定められた耐空性確認試験に供された。
第二期第二次として推力7,000 kgfクラスのエンジン試作 "FJR710/700" も計画されていたが、基本設計に着手した段階で後述の理由により中断された。

## 飛鳥
1982年（昭和57年）12月にプロジェクトは終了し、その後の研究はNALに引き継がれた。
NALはFJR710/600をさらにブラッシュアップしたFJR710/600Sを6基製作した。航空自衛隊所属の試験用機C-1FTBに同エンジンを搭載してのエンジン空中試験（1984年（昭和59年））等を実施した後、STOL実験機「飛鳥」に搭載し、1985年（昭和60年）10月28日の初飛行以降100回近くの飛行試験に供された（最終試験は1989年（平成元年）3月）。エンジン総運転時間は7,100時間に達している。

## 研究成果
第一期で試作したFJR710/20は、1977年（昭和52年）にイギリスの国立ガスタービン研究所（National Gas Turbine Establishment :NGTE）に持ち込まれ、擬似高度エンジン試験設備を使用して高空性能を測定した。この結果、FJR710が極めて性能が良いことが確認され、かつ試験中のエンジン不具合は皆無であった。この事実を高く評価したロールス・ロイス社は1978年（昭和53年）初頭、推力10,000 kgクラスのターボファンエンジン（ボーイング737-300などが想定機種）の共同開発を呼びかけ、1982年（昭和57年）には日英両国で各1機の試験用エンジン「RJ500」の完成に至った。
このRJ500エンジンは、ボーイング社がボーイング737-300のエンジンにGE製CFM56-3を選定したため、それ以上の開発は行われなかったが、翌年になりプラット・アンド・ホイットニー（アメリカ）、MTU（西ドイツ、当時）およびフィアット（イタリア）の3社が加わり、スイスにIAE（International Aero Engines AG）という名称のエンジン製造会社を設立（のちにフィアットは出資者から離脱）。ここでやや推力を高めた新エンジン「V2500」を開発した。この国際共同開発エンジンはエアバスA320やマクドネル・ダグラス MD-90等に採用され、2018年6月時点で7,600台以上が生産された。
このような成果が評価され、2007年に日本機械学会の「機械遺産」に認定された。

## 仕様
FJR710/600S
出典

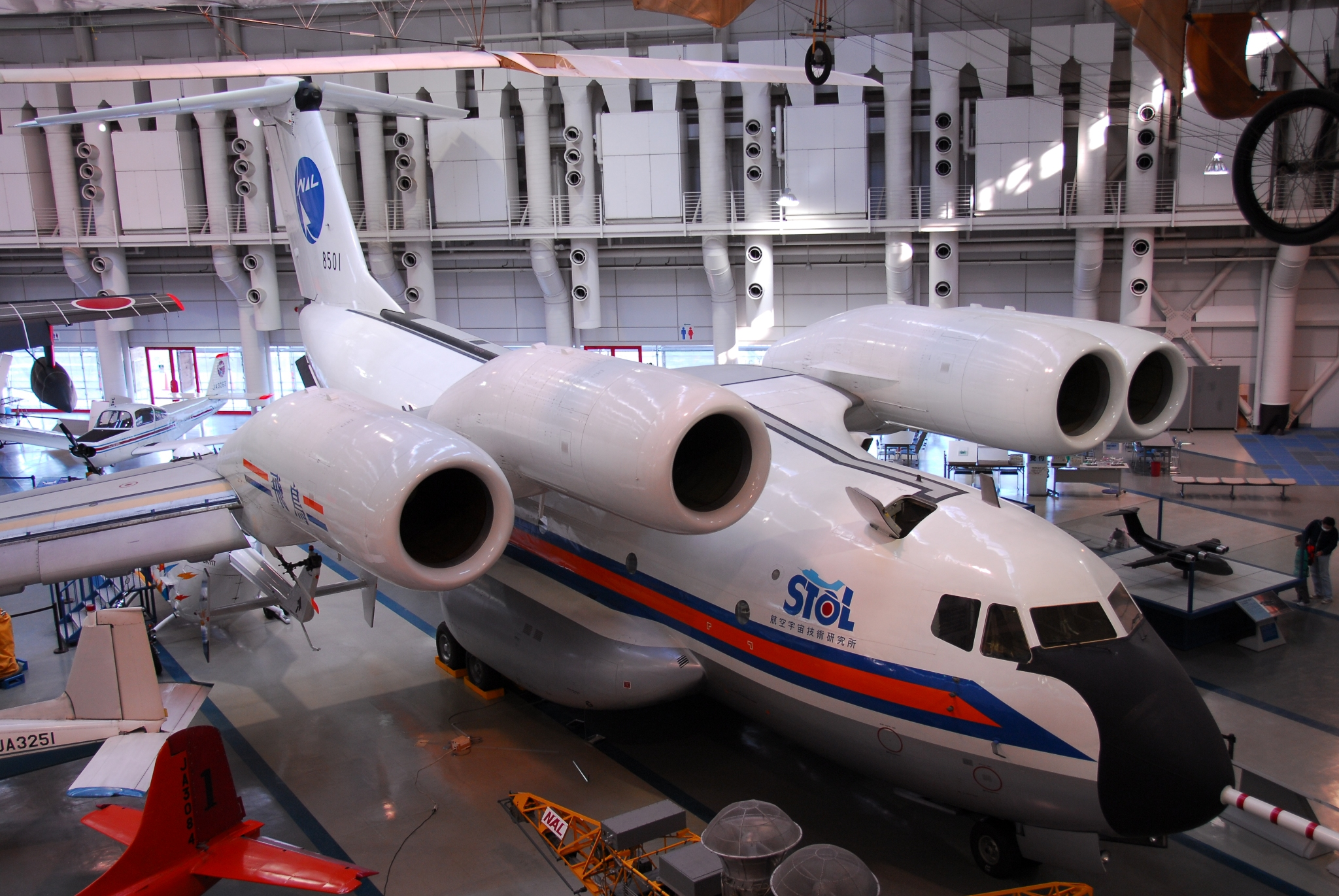
STOL実験機「飛鳥」に搭載されたFJR710/600S

- 形式：高バイパス比2軸ターボファンエンジン
- 長さ：2,352 mm
- 幅：1,300 mm
- 高さ：1,700 mm
- 重量：1,080 kg[9]
- 最大推力：4,800 kgf
- 圧縮機：1段ファン、1段低圧軸流圧縮機、12段高圧軸流圧縮機
- 燃焼器：アニュラー型燃焼器
- タービン：2段高圧タービン、4段低圧タービン
- バイパス比：6[9]
- 全圧力比：19
- タービン入口温度：1,250 ℃[11]
- 燃料消費率：0.39 kg/hr/kgf[9]